# Saint-Georges-sur-Moulon
Saint-Georges-sur-Moulon là một xã thuộc tỉnh Cher trong vùng Centre-Val de Loire miền trung Pháp.

## Dân số
| 1962                                | 1968 | 1975 | 1982 | 1990 | 1999 | 2008 |
| ----------------------------------- | ---- | ---- | ---- | ---- | ---- | ---- |
| 315                                 | 362  | 414  | 524  | 645  | 667  | 681  |
| Từ năm 1962 Dân số không tính trùng |      |      |      |      |      |      |